# ドラえもん2 のび太のトイズランド大冒険
『ドラえもん2 のび太のトイズランド大冒険』（ドラえもん2 のびたのトイズランドだいぼうけん）は1993年12月17日、エポック社が発売したスーパーファミコン用ゲームソフト。

## 概要
ドラえもんを題材としたスーパーファミコン用ゲームソフトの第2弾。横スクロール型（一部は縦）のアクション。前作同様、バーコードバトラーII対応。いろいろなおもちゃが登場するため、子供向けのイメージと思いきや、前作同様、メッセージ性の強い作品に仕上がっており、「物の扱い」についてのメッセージが込められている。おもちゃに関連した物語を通じて、物を粗末にする事への警告と、物を大切にする事の重要さを説く内容となっている。
本作では各ステージでそれぞれのキャラクターを選択できる（ドラミのみワールド2から使用可）。各ステージは2面で構成され（最終ステージのみ3面）、基本的にステージの最深部にボスがいる。前作の終盤である「妖精の国ステージ」を応用した作りになっている。前作同様、各キャラクターには特徴があり、加えて得意技であるミラクルチャージを使用できるようになった。
前作同様フィールドマップを探索してアクションステージへの入り口を見つける。本作は複数のマップが存在し、町では情報収集を、フィールドマップではステージの入り口を探す事になる。トイズランドのフィールドは歩いて行けない場所も多いので基本的にタケコプターで移動する。また、フィールドマップ上はオブジェクトがほとんど無く、わかりやすい入口（洞窟やクリスマスツリーなど明らかに浮いているオブジェクト）を探すことになる。
なお、グラフィックやBGM（アレンジ）、効果音の多くを前作から流用している。
高難易度かつ中間ポイントが存在せず、さらにボス戦でゲームオーバーになると直前の面の最初からやり直しとなるため、クリアには忍耐が必要。

## ゲーム内容

### ひみつ道具

#### 武器
武器にはショックガン、スモールライト、衝撃波ピストル、ころばし屋、空気砲、ペンシルミサイル、物体変換銃、アタールガンを使用する。ステージ1クリア後にキットラに5000万年前の地球に飛ばされてからはショックガン、スモールライト、衝撃波ピストル、ころばし屋の4つしか使えなくなるが各ステージで拾ったり誰かに話すことで残りの4つも使えるようになる。
オプションで「アイテムセレクト：オート/マニュアル」のうち、「オート」を選択しておくと、ステージ開始時におすすめの武器が自動で選ばれる（後から切り替えは可能）。
ショックガン
前方に小さな光線を放つ。貫通はしない。ボス以外の一撃で倒せない敵に当てると一定時間しびれさせて動きを止められる（ドラえもんとドラミの場合は一撃で倒せる）。
空気砲
前作から引き続き登場。威力の高い、敵や敵の攻撃を貫通する空気弾を放つ。ステージ5（海の洞窟）で入手。
スモールライト
前作はシナリオアイテムとして登場し、今作は武器として登場。当たった敵は小さくなって消える。威力は弱く弾速も遅いが、敵を貫通し当たり判定も広い。
衝撃波ピストル
前作から引き続き登場。向いている方向の斜め下に床や壁を跳弾する弾を撃つ。威力は弱いが連射でき、他の武器では攻撃しづらい斜め方向への攻撃に有効。壊れる岩を壊せず、前作より威力が下がっている。
ペンシルミサイル
発射後に十字ボタンを入力することでミサイルの方向を変えることができ、操作出来る（画面内に残り続けると、一定時間経つと消滅する）。壁を貫通するが、壊れる岩を壊せない。マーチの町で入手。
ころばし屋
前作から引き続き登場。足元から発射し、床や壁に沿ってころばし屋が進む。空中で発射すると下方向に落ちていく。壊れる岩を壊せず、前作より威力が下がっている。
物体変換銃
ボス以外の当たった敵を50%の確率でドラ焼・水晶・水晶の束・1upのどれかのアイテムに変える事がある。威力は弱いが連射できる。ステージ9（南風のステージ）で入手。
アタールガン
前作から引き続き登場。弾丸が敵を自動で追尾して、命中しやすい。壁を貫通するが、壊れる岩を壊せない。入手時期が最も遅く、キットラ帝国のビンゴーの町で入手。

#### ステージのみ使用可能
タンマウォッチ
前作から引き続き登場。一定時間、敵の動きを止める。
みちび機
前作から引き続き登場。ゴールの方向が矢印で表示される。
ヘッドランプ
ステージ11（帝国への道）の暗いエリアで明かりを照らす事が出来る。
ハッスルねじまき
前作にあったクイックに代わるアイテムとして登場。一定時間移動スピードが上がるが、移動が速くなることで制御が難しくなり、滑りやすくなる。
ドロン巻物
前作から引き続き登場。一定時間無敵状態になって、敵や敵の攻撃をすり抜けるようになる。
厄除けシール
前作から引き続き登場。一定時間敵が姿を見せなくなる。
トランポリンゲン
前作から引き続き登場。一定時間ジャンプ力が上がる。
キャンピングカプセル
前作から引き続き登場。体力が全回復し体力の最大値が増える（最大2つ）。一度取ると同じ場所には再出現しない。

#### その他
どこでもドア
ステージの場所をワープ移動する。
タケコプター
トイズランドのフィールドにのみ使用可能。使用すると、自由に飛び回れる。今作はステージ内のアイテムとしては登場しない。
ヒラリマント
イベントシーンのみ登場。キットラの攻撃に対してドラミが使用するが、逸らされた攻撃が時空装置に当たり、暴走を招いてしまう。
通りぬけフープ
イベントシーンのみ登場。固く閉ざされた帝国の門を突破するべくドラミが使用する。この際、ドラえもんは「ホビーナの神殿もこれで入ればよかった」と気付いて後悔していた。

### その他のアイテム
水晶
前作同様、100個集めると体力の最大値が増える（最大5つまで）。5つ束のものもある。500個に達するとカウンターストップとなり、以後は集めても増加しない。
ドラ焼き
体力のハートが一つ回復する。満タンの時に取っても何も起こらない。
1UPのハート
プレイヤーの残り人数が1つ増える。
鈴
前作同様の隠しアイテム。今回は全部で12個隠されており、取ると1UPのハートと同様にプレイヤーの残り人数が1つ増える他、10個集めると攻撃力が倍になる。ボスのみのステージであるステージ10を除き、各ステージの2つのエリアのどちらかに1個ずつ隠されているのが基本であるが、一部全く無いステージと、両方のエリアに1個ずつ隠されているステージがある。
設計図
トイズランドのフィールドにある6つの洞窟に隠されている。キットラ帝国への進入に必要。
星のシロフォン
クリスマスツリーに隠されている。キットラの城のバリアーを解く際に必要。

## 設定

### ストーリー
スネ夫は自分が所持する大きなおもちゃのロボットの自慢話をしていた。それに対しのび太は「もっと大きいおもちゃを持っている」とむきになってでたらめを語ってしまう。スネ夫やジャイアンに「どうせドラえもんに頼んで出してもらうんだろう」と問いただされたのび太は「取りに行ってくる」と言いつけ帰宅しドラえもんに大きなおもちゃを出してもらおうとする。しかしドラえもんは留守だった。と、その時突然小人風のしゃべる不思議なおもちゃが現れ、「トイズランド」と呼ばれる島へ招待される。そこには大きなロボットもいると聞いたのび太は大喜び。小人風のおもちゃはのび太にトイズランドへ向かうために必要な笛を渡す。てっきりドラえもんがひそかに用意していたものとのび太は思い込んでいたが、帰って来たドラえもんはのび太の持つ笛に目を白黒させ、逆にのび太もトイズランドがドラえもんの仕業ではなかったことに驚く。のび太は早速、しずか、スネ夫、ジャイアンを呼んで、笛を吹く。すると目の前に光り輝くドアが現れ、ドアをくぐると、たくさんのおもちゃがみんなを出迎えた。
トイズランドはドール博士が異なる時空に造った、おもちゃと子供たちが一緒に遊べる国。ドール博士やおもちゃと一緒にカーニバルを楽しんでいたその時、突如空一面を暗雲が覆い、人間に恨みを持つおもちゃのロボット、キットラが現れる。キットラは同く人間を憎むおもちゃを率いて、人間の世界へ行き復讐しようと、ドール博士が発明した「時空装置」の奪取を目論み、人質としてドール博士の孫娘サユリをさらっていたのだ。ドール博士はドラえもん一行を元の世界に帰そうとするが、一行はサユリを助けるべく独自に行動を開始。取引場所として指定されたホビーナの神殿に向かうが、キットラは一行を時空の彼方へと飛ばしてしまう。
一行は命は助かったものの5000万年も過去に飛ばされ、ひみつ道具もほとんど失って現代に帰れなくなる。そこにタイムテレビで様子を見ていたドラミが駆けつけ、一行を救出して現代に戻る。再びトイズランドに向かうべく笛を吹くものの、今度は光のドアは現れず、そればかりか町では暴走するおもちゃが人々を襲っていた。時空装置がキットラの手に渡ったと考えた一行は、異変の元凶である裏山から時空装置に乗り込み、その奥で再びキットラと対峙する。しかしキットラの攻撃が当たって時空装置は爆発してしまう。脱出した一行にキットラはドール博士も捕らえたことを告げ、人質との交換として時空装置の設計図を持って来るように要求する。
なんとかトイズランドに戻ってきたドラえもん一行は、六分割されて島の洞窟に隠されていた設計図を回収する。しかし元よりキットラは博士に新たな時空装置を作らせるつもりで約束など守る気など無く、まんまと設計図だけ奪われてしまう。怒りに燃える一行は直接ドール博士とサユリを奪い返すべく、キットラの地下帝国に乗り込む。
キットラ城の最奥部にて、一行がここまで辿り着いた褒美としてキットラは自身が人間を恨む理由を語る。似た境遇を持つドラえもんは共感するものの、その間違った野望を打ち砕くべく最後の戦いに挑み、激しい戦いの末にキットラは倒れた。しかしキットラの事情を知った一行とサユリはドール博士に彼の修理を懇願し、博士もそれを聞き入れる。人間の心に打たれたキットラは改心し、身も心も生まれ変わったように復活した。こうしてトイズランドには再び平和が訪れ、人間とおもちゃの友好を記念して再び盛大なカーニバルが開催されるのだった。

### ステージ構成
のび太の町
キットラに5000万年前の地球に飛ばされてドラミのタイムマシンで戻った時に到着。トイズランドに戻る際に登場。町の住人は暴走したおもちゃに襲われている。時空装置のある裏山がステージ2となっている。竹馬やおもちゃの蛇、スキー靴などが襲ってくる。
前作と異なり一度裏山に行くと戻る事ができなくなる。

#### トイズランド
マーチの町
ドール博士の住むトイズランドの拠点。基本的にはここを中心に冒険を進めることになる。
ホビーナの神殿
熊のバルーンのような形をしている。ステージ1であり、本作で最初の冒険の舞台。扉が開かないのでモグゾーにより地下から潜入する。おもちゃの兵隊や将棋の歩兵などが敵として出現する。
マップ上には残るが、クリア後は再度進入する事は出来ない。
帝国の門、帝国への道
マップ南西にある火山帯にある。ステージ10・11。ドロン忍者が門番をしている。内部は暗い場所や溶岩地帯がある。クリア後は再度進入は出来ず、ここに入るとトイズランドには戻れなくなる。
時空装置の設計図の隠し場所
以下に紹介する6つのアクションステージは時空装置の設計図の隠し場所であり、入口は全て洞窟となっている。既にクリアした場所でも再度入ることができる。
雲のステージ
雲を使って上に登るステージ4。ステージが自動的に進む強制スクロールがある。マップの東の滝の近くに位置。
海の洞窟
水の流れる建造物で、水中を泳ぎながら進むステージ5。敵も水鉄砲や魚、潜水艦など水に関連するおもちゃが出現。マップの北西に位置。
スポーツの山
ステージ6。野球やサッカーのボール軍団、バドミントンのシャトルなどスポーツに用いるおもちゃが敵。蔓や移動ブロック、ゴンドラで進む。マップの西に位置。
音楽のステージ
ステージ7。ラッパのジャンプ台や移動ブロックで進む。敵もレコードやホイッスル、ラッパといった音楽関係。マーチの町の近くにある小島に位置。
おもちゃの城
ステージ8。極彩色のブロックの城。回転ブロックや乗ると停止するブロックが登場。でんでん太鼓、竹とんぼ、けん玉の敵が出現。マップの南西の火山の近くに位置。
南風のステージ
ステージ9。坂道が多い。ローラースケートや弓矢、フリスビーなど屋外での遊びに関連した敵が出現。マップの北に位置。

#### キットラ帝国
ビンゴーの町
キットラ帝国にある町。住人は大半がキットラに賛同しておらず、人間に友好的。
クリスマスツリー
ステージ12。キットラ城のバリアを解く星のシロフォンがある。ステッキ、鈴、トナカイ・サンタ人形といったクリスマスツリーの飾り関連の敵が出現。クリア後もキットラ城に乗り込むまで再度進入可。
キットラ城
ステージ13。最終アクションステージ。キットラの居城。氷のブロックや強制スクロールがある最難関。バリアに覆われている為、通常の方法では進入出来ない。唯一3面まで存在し、3面ではホビーナの神殿の敵が再登場する。

#### その他
時空装置
ステージ3。のび太の町の裏山に隠されていた建造物。のび太の町とトイズランドを繋げている。メカのステージで、出現する敵も螺子や電撃など機械に関連する。
キットラの攻撃で暴走、爆発し、クリア後は残骸が残るのみなので再度進入はできない。

## 登場キャラクター

### 使用キャラクター
序盤はドラえもんら5人のキャラクターを使用する。ゲームを進めるとドラミが登場し、6人を使用できるようになる。
ドラえもん
ひみつ道具の一発の攻撃力が高く、しゃがんだ時の高さが一番小さいことで、しゃがみでの回避がしやすい。ミラクルチャージはダッシュアタックで、ダッシュ中は無敵。
のび太
ひみつ道具の連射力が高く、他のキャラでは画面中に弾を一発しか出せないのを二発出す事が出来る。ミラクルチャージは広範囲を攻撃するハイパーショット。使っている間は無敵になるが、その直後は無防備になる。
しずか
ジャンプ力が高い。ミラクルチャージはスーパージャンプで、上昇中は無敵な上に通常の倍以上高く跳べる。縦長で上に進んでいくステージでは非常に強力な技で、他のキャラがおおよそ進めない様なコース取りができる。
ジャイアン
踏みつけ攻撃の威力が高く、岩を早く押すことができるが、しゃがんだ時の高さが一番大きいことで、しゃがみでの回避がしにくい。ミラクルチャージは、画面中の敵全体にダメージを与えるダミ声攻撃。
スネ夫
移動スピードが速いが、速くなると滑りやすくなる欠点を持つ。ミラクルチャージはスライディングで、使用中は無敵。
ドラミ
本作で追加され、ステージ2から使用可能。能力はドラえもんと同じくひみつ道具の攻撃力が高いが、ジャイアンと同様にしゃがんだ時の高さが一番高いことで、しゃがみでの回避がしにくい。ミラクルチャージは画面中の敵を一定時間麻痺させるウインク攻撃。ただし麻痺している敵に当たってもダメージを受ける。ボスには無効。

### オリジナルキャラクター
ドール博士
時空装置の発明者。おもちゃと子供たちが一緒に遊べるように、時空間の中にトイズランドを造った。後にサユリと共にキットラにさらわれる。
サユリ
ドール博士の孫。壊れたおもちゃを助ける手伝いをしていたが、時空装置を狙うキットラにさらわれる。
モグゾー
トイズランドのマーチの町に住むモグラのおもちゃ。穴掘りが得意。関西弁で話す。
ウサギさん
ドール博士の家に住む。キットラにさらわれてしまったサユリを心配している。
カメのおじさん
ビンゴーの町に住みキットラ城の秘密を知る。後ろ姿の描写がなく画面上方向に移動する時は後退する。
ペンギン
ビンゴーの町の住人。ネジが切れて苦しんでいるので巻くとアタールガンをくれる。

### ボスキャラクター
各ステージで待ち構えているボス達。尚、ステージ1（ホビーナの神殿）、3（時空装置内部）、11（帝国への道）にはボスが存在しない。また、キットラ以外のボスの戦闘中のBGMは前作のボス戦のアレンジでり、キットラ戦のBGMも前作のラスボス戦のアレンジである。
トラジロー
ステージ2（のび太の町・裏山）のボス。元は虎のぬいぐるみ。ボールを投げたり、ジャンプしながら跳びかかってくる。一定のダメージを受けると色が変わる。
ウエスタンゴリ
ステージ4（雲のステージ）のボス。元はゴリラのぬいぐるみ。帽子を投げてきたり、地震を起こしてプレイヤーを足場から落とそうとする。倒した時一瞬だけ色が変わる。
ワニゲーター
ステージ5（海の洞窟）のボス。元はワニのおもちゃ。水中を泳ぎ回りながら、炎を吐いて攻撃してくる。倒した時一瞬だけ色が変わる。
ポカポン
ステージ6（スポーツの山）のボス。モデルはエポック社から発売されている「ポカポンゲーム」。ハンマーで衝撃波を起こして攻撃してくる。また、踏みつけると実物同様に頭部が跳ね上がり、こちらがダメージを受けてしまう。一定のダメージを受けると色が変わる。
ロボローラー
ステージ7（音楽のステージ）のボス。元はロボット型のおもちゃ。ビームを発射して攻撃してくる。発射方法は真横と斜めの2種類あり、斜めに発射されたビームは壁で反射し襲いかかる。難易度が上がると攻撃回数が増える。一定のダメージを受けると色が変わる。
ケンダマン
ステージ8（おもちゃの城）のボス。元はけん玉。頭突きや弾を発射して攻撃してくる。プレイヤーに向かってジャンプしたり、空を飛んだりすることもある。弱点である玉（顔）の部分以外は攻撃してもダメージを与えられない。一定のダメージを受けると色が変わる。
ミニカーク
ステージ9（南風のステージ）のボス。元はミニカー。左右に走り回りながら、時々ジャンプして跳びかかってきたり、タイヤを高速で突っ込むミニカーに変えたりして襲って来る。倒した時一瞬だけ色が変わる。
ドロン忍者
ステージ10（帝国の門）のボス。元は忍者の人形。様々な所から消えては現れながら、多数の手裏剣を投げて攻撃してくる。一定のダメージを受けると色が変わる。ちなみにステージ10はこのボスとの戦闘のみであり、続くステージ11はこのボス戦と同じ地形・背景のステージだがボスは存在しない。実質的にはステージ前に戦う例外的なボスである。
サンタロウ
ステージ12（クリスマスツリー）のボス。元はサンタクロースの人形。様々なおもちゃを投げて攻撃してくる。一定のダメージを受けると色が変わる。星のシロフォンを持っている。
キットラ
ステージ13（キットラ城）のボスにして、本作のラストボスである巨大なロボットのおもちゃ。人間を憎んでおり、同じ人間に反感を持つおもちゃ達を引き連れている。人間界へ攻め込む為に必要な時空装置を手に入れるためドール博士の孫であるサユリをさらう。人間には冷酷で約束を平然と反故にするなど汚い面を見せるが、その一方で恩のあるドール博士やサユリは目的の為にさらうものの乱暴せず、自分と異なり人間に友好的なおもちゃ達にも手は出さないなど高潔な一面もある。
元々は人間の子供に買われたおもちゃであり、最初のうちは楽しく遊ばれていたもののやがて飽きた子供に見向きもされなくなり、壊れてもいないのにゴミ同然に捨てられた過去を持つ。その経緯から人間を激しく憎悪し、一連の事件を起こした。
前作の最終決戦同様、こちらのメンバー全員が順番に戦うことになる。戦う順番はドラミ、のび太、しずか、スネ夫、ジャイアン、そして最後にドラえもんが決着をつける。キャラクターごとに多種多様な攻撃を繰り出す。

## スタッフ
- ディレクター：堀越丈広、星野重和、高橋直樹
- プログラム：エス・エー・エス
- プログラマー：あそうまさあき、いとうしん、池田慎一、今井敏彦、梅木元博、佐藤久志
- プログラム・サポーター：高橋剛
- グラフィック・デザイン：ポップハウスデザインスタジオ
- グラフィック・デザイナー：加藤栄吾、おきやまじゅん、ますやまゆういち、井上崇、長谷川香織
- グラフィック・サポーター：平井新、よしのあきこ、すぎもとがく、しまざきとものぶ、佐久間由夫、荻原治
- 音楽：小川寿夫、堀江正幸、沓掛隆志、松島友子
- アドバイザー：葭原智
- スペシャル・サンクス：沢田幸一、てらしまとおる、小田真治、しまむらじん、桑原悟、なかにしとしひろ、しおのいずみ、いしはらひでお、菅原和昭、ねぎしとみお、鈴木実
- プロデューサー：沓掛隆志
- スーパーバイザー：堀江正幸
- エグゼクティブ・プロデューサー：前田道裕

## 評価
ゲーム誌『ファミコン通信』の「クロスレビュー」では5・6・7・5の合計23点（満40点）、『ファミリーコンピュータMagazine』の読者投票による「ゲーム通信簿」での評価は以下の通りとなっており、20.6点（満30点）となっている。
| 項目 | キャラクタ | 音楽 | お買い得度 | 操作性 | 熱中度 | オリジナリティ | 総合 |
| 得点 | 3.8        | 3.3  | 3.3        | 3.5    | 3.3    | 3.4            | 20.6 |